# Stetten, Haut-Rhin
Stetten là một xã trong tỉnh Haut-Rhin, vùng Grand Est ở đông bắc Pháp. Xã này có diện tích 4,32 km², dân số năm 1999 là 306 người. Khu vực này có độ cao 340 mét trên mực nước biển.